# 腭

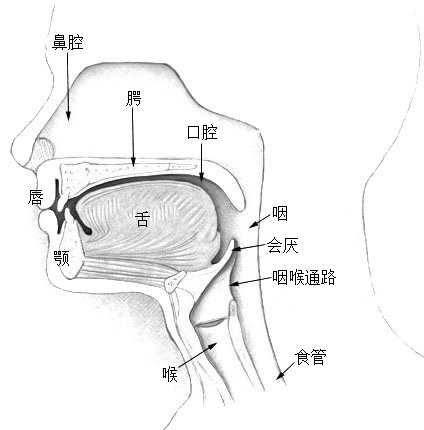
人类发声构造；此图显示“腭”与“颚”为不同部位。图中“颚”是指下颚（下颌），但图未标示“上颚”（上颌）。

腭是人类和其它哺乳动物的口腔顶部构造，将口腔和鼻腔分开。在这一点上，鳄目也有类似构造，但除哺乳动物外绝大多数的四足类动物的鼻孔是直通口腔的。
人类的腭包括硬腭和软腭两部分：硬腭由左右腭骨的横板和左右上颌骨的腭突组成，在出生前就应该形成，否则就是唇腭裂；软腭则由五组肌肉和覆盖的软组织组成，在最后方悬有一个称作腭垂的突出末端（俗称的“小舌头”），在吞咽时会上提遮住鼻咽防止食物进入鼻腔。
腭的演化使得鼻腔的嗅觉功能和鼻窦的呼吸湿润功能不会受口腔内状况影响，同时也会防止鼻腔的分泌液直接流入口腔，并提高了咀嚼时的舌头的搅拌效果。

## 字辨
汉语字典上虽有“颚”（jaw）另义同“腭”（palate），但两者在解剖学上的位置、结构、意义不同，不宜混用误用（颚是指口部上下整体的解剖结构）；此外，“齶”雖為腭的異體字，但在中文繁體字使用地區，屬於古字也已棄用。